# Club Universidad Nacional 2014-2015

## Rosa
| N. |                      | Ruolo | Calciatore             |
| -- | -------------------- | ----- | ---------------------- |
| 1  | Messico (bandiera)   | P     | Alejandro Palacios     |
| 2  | Messico (bandiera)   | D     | Efraín Velarde         |
| 3  | Messico (bandiera)   | D     | Marco Antonio Palacios |
| 4  | Paraguay (bandiera)  | D     | Darío Verón            |
| 5  | Messico (bandiera)   | D     | Luis Fernando Fuentes  |
| 6  | Argentina (bandiera) | C     | Martín Romagnoli       |
| 7  | Messico (bandiera)   | C     | Javier Cortés          |
| 8  | Messico (bandiera)   | C     | David Cabrera          |
| 9  | Paraguay (bandiera)  | A     | Robin Ramírez          |
| 10 | Argentina (bandiera) | C     | Martín Bravo           |
| 11 | Messico (bandiera)   | C     | Jehu Chiapas           |
| 12 | Messico (bandiera)   | D     | José Antonio García    |
| 13 | Messico (bandiera)   | P     | Odín Patiño            |
| 15 | Messico (bandiera)   | A     | Eduardo Herrera        |
| 16 | Messico (bandiera)   | D     | Fernando Espinosa      |
| 17 | Messico (bandiera)   | A     | Pablo Bonells          |
| 18 | Messico (bandiera)   | C     | Carlos Orrantia        |

| N. |                      | Ruolo | Calciatore            |
| -- | -------------------- | ----- | --------------------- |
| 20 | Messico (bandiera)   | D     | Ignacio González      |
| 21 | Messico (bandiera)   | C     | Jaime Lozano          |
| 22 | Messico (bandiera)   | C     | Aarón Sandoval        |
| 23 | Messico (bandiera)   | C     | Fernando Santana      |
| 25 | Messico (bandiera)   | P     | Alfredo Saldívar      |
| 26 | Messico (bandiera)   | D     | Alfonso Nieto         |
| 27 | Messico (bandiera)   | C     | Neftali Teja          |
| 37 | Messico (bandiera)   | C     | Kevin Quiñones        |
| 39 | Messico (bandiera)   | D     | Eduardo Gámez         |
| 40 | Messico (bandiera)   | A     | Michel Castro         |
| 46 | Messico (bandiera)   | C     | Carlos Alberto Campos |
| 55 | Messico (bandiera)   | A     | Raúl Servín           |
| 74 | Messico (bandiera)   | C     | Kevin Escamilla       |
|    | Argentina (bandiera) | A     | Ismael Sosa           |
|    | Argentina (bandiera) | A     | Diego Lagos           |
|    | Ecuador (bandiera)   | A     | Fidel Martínez        |